# Жарти про білявок
Жарти про білявок — це цикл жартів, заснований на стереотипах про білявих жінок.
Жарти про людей, як правило, жінок, у яких світле волосся, служать формою суперництва блондинок проти брюнеток. Вони часто вважаються принизливими, оскільки багато з них є лише варіантами традиційних етнічних жартів чи жартів щодо інших груп людей, які можуть вважатися більш образливими (наприклад, італійські жарти за участю карабінерів).
Жарти про стереотипно обмежених людей ходили з XVII століття, змінивши лише формулювання та цільові групи.
Деякі жарти про білявок спираються на сексуальний гумор, щоб зобразити або стереотипувати їх як розважливих. Багато з них — це перефразовані жарти жіночого сестринства. Так само як інші жарти про небалакучих блондинок базуються на тривалих етнічних жартах.

## Спільні риси
Жарти про блондинок майже завжди мають такий формат: блондинка потрапляє в ситуацію або робить коментар, що підкреслює її передбачувану сексуальну розважливість та/або брак інтелекту, безграмотність та незграбність. Блондинка з жарту часто потрапляє в незвичайну ситуацію з брюнеткою або рудоволосими людьми.

## Критика
Як і весь гумор, заснований на стереотипах, жарти над блондинками вважаються образливими для багатьох людей, особливо для жінок. Однак жарти про білявок, на відміну від жартів на адресу меншин, дійсно з'являються в ЗМІ.